# Gütegrad
Der Gütegrad ν (gr. ny) ist ein Maß für die inneren Verluste einer Maschine und gibt an, wie weit ein realer thermodynamischer Prozess an den theoretischen idealen Vergleichsprozess (z. B. Carnot-Prozess, Joule-Prozess) einer Maschine angenähert ist:
{\displaystyle \nu ={\frac {\eta _{\mathrm {real} }}{\eta _{\mathrm {ideal} }}}={\frac {\frac {P_{\mathrm {ab,real} }}{P_{\mathrm {zu} }}}{\frac {P_{\mathrm {ab,ideal} }}{P_{\mathrm {zu} }}}}={\frac {P_{\mathrm {ab,real} }}{P_{\mathrm {ab,ideal} }}}\leq 1}
mit
- dem Wirkungsgrad {\displaystyle \eta }
- der Leistung P ({\displaystyle _{\mathrm {ab} }}: abgeführt, {\displaystyle _{\mathrm {zu} }}: zugeführt).

Der Gütegrad wird häufig mit dem Wirkungsgrad verwechselt. Der Unterschied besteht darin, dass (vgl. Formel oben):
- ein Wirkungsgrad jeweils das Verhältnis von genutzter (abgeführter) zu eingesetzter (zugeführter) Leistung bzw. Energie angibt;
Wirkungsgrade können für den realen und für den idealen Prozess gebildet werden;
- der Gütegrad das Verhältnis von real genutzter zu idealerweise genutzter Leistung angibt;
der Gütegrad setzt daher die beiden Wirkungsgrade von realem und idealem Prozess ins Verhältnis.

Der reale Wirkungsgrad ist damit das Produkt aus dem Gütegrad und dem bestmöglichen Wirkungsgrad des theoretischen Vergleichsprozesses:
{\displaystyle \Leftrightarrow \eta _{\text{real}}=\nu \cdot \eta _{\text{ideal}}}
Beispielsweise bewegt sich der Gesamtgütegrad heutiger Verbrennungsmotoren im Bereich von 80 %, während der (reale) Wirkungsgrad etwa 45 % beträgt. Er wird näher differenziert in die Gütegrade der Verbrennung, des Brennverlaufs, des Heizverlaufs und des Ladungswechsels.
Im Unterschied zu Wirkungsgraden können manche Gütegrade auch in der Realität bei isentropischen Prozessen den Betrag 1 erreichen (siehe auch: Gütegrad adiabater Maschinen).

## Andere Bedeutungen
Weiter wird als Gütegrad das Verhältnis von tatsächlicher zu bestmöglicher Leistung im Allgemeinen bezeichnet, z. B.
- die Gütegrade von Bremskraft-[3] und Seitenkraftverteilung[4] in der Kfz-Technik
- zur Beurteilung von Wärmeübertragern in der Physik[5]
- als Maß für die Maschinenfähigkeit[6] oder
- die Relation von Netto- zu Brutto-Anlagevermögen[7] in der Betriebswirtschaft.